# Вест Глендајв (Монтана)
Вест Глендајв (енгл. West Glendive) насељено је место без административног статуса у америчкој савезној држави Монтана.

## Демографија
По попису из 2010. године број становника је 1.948, што је 115 (6,3%) становника више него 2000. године.
| Група             | 2000.         | 2010.         |
| Белци             | 1.790 (97,7%) | 1.857 (95,3%) |
| Афроамериканци    | 5 (0,3%)      | 0 (0,0%)      |
| Азијати           | 6 (0,3%)      | 2 (0,1%)      |
| Хиспаноамериканци | 16 (0,9%)     | 37 (1,9%)     |
| Укупно            | 1.833         | 1.948         |